# Clinocera tetrastyla
Clinocera tetrastyla är en tvåvingeart som beskrevs av Vaillant 1973. Clinocera tetrastyla ingår i släktet Clinocera och familjen dansflugor. Inga underarter finns listade i Catalogue of Life.